# Campeonato Mundial de Clubes de la FIFA 2000
El Campeonato Mundial de Clubes de la FIFA 2000 fue la primera edición de la actual Copa Mundial de Clubes, organizado por la FIFA. Se llevó a cabo en Brasil, resultando campeón el Corinthians de dicho país, quien venció en la final al otro equipo brasileño participante en el torneo, el Vasco da Gama.

## Historia
La FIFA tenía el propósito de reemplazar la Copa Intercontinental que disputaban anualmente en Tokio (Japón) los campeones de la Liga de Campeones y la Copa Libertadores de América. Como no se logró ningún acuerdo con los patrocinadores de esta copa, esta siguió adelante, mientras que se consideró como copa para celebrar el nuevo siglo.
Este torneo fue bastante popular, pero los resultados inesperados de la competición tuvieron efectos negativos para los clubes europeos.
Se programó una segunda edición para celebrarse en España en el 2001 con la participación de doce equipos. Sin embargo, se canceló debido a una serie de factores, el más importante de ellos el colapso del socio de mercadeo de FIFA, ISL. Se reprogramó entonces para 2003, pero tampoco se realizó. En el verano de ese mismo año (2003) se acordó la organización de la última edición de la Copa Intercontinental en 2004 y realizar la primera entrega de la Copa Mundial de Clubes en Japón para 2005. El torneo se disputó anualmente hasta 2023 y luego de modificó y se disputa cada cuatro años sustituyendo a la Copa FIFA Confederaciones.

## Sedes
Dos estadios fueron elegidos para esta competencia:
| Estadio Maracaná                                   | Estadio Morumbi                                     |
| 22°54′43.8″N 43°13′48.59″E / 22.912167, 43.2301639 | 23°36′0.45″N 46°43′12.56″E / 23.6001250, 46.7201556 |
| Capacidad: 83.916                                  | Capacidad: 70.000                                   |
|                                                    |                                                     |
| Río de Janeiro São Paulo                           |                                                     |

## Árbitros
Fueron elegidos un total de ocho árbitros y ocho árbitros asistentes para esta competencia. Sudamérica y Europa fueron los únicos que presentaron dos árbitros y dos árbitros asistentes, ya que son dos sus equipos participantes.
| Zona                    | Árbitro          | País          | Árbitro asistente | País              |
| ----------------------- | ---------------- | ------------- | ----------------- | ----------------- |
| Africana                | Daouda N'Doye    | Senegal       | Ali Tomusange     | Uganda            |
| Asiática                | Saad Mane        | Kuwait        | Serguey Ufimtsev  | Kazajistán        |
| Europea                 | Stefano Braschi  | Italia        | Jacek Pociegiel   | Polonia           |
|                         | Dick Jol         | Países Bajos  | Jens Larsen       | Dinamarca         |
| Norte y Centroamericana | William Mattus   | Costa Rica    | Haseeb Mohammed   | Trinidad y Tobago |
| Oceánica                | Derek Rugg       | Nueva Zelanda | Lavetala Siuamoa  | Samoa             |
| Sudamericana            | Horacio Elizondo | Argentina     | Fernando Cresci   | Uruguay           |
|                         | Óscar Ruiz       | Colombia      | Miguel Giacomuzzi | Paraguay          |

## Clubes clasificados
Los clubes clasificados fueron los campeones de las distintas confederaciones, el campeón del campeonato brasileño (por ser el país organizador) y un equipo invitado, que fue el Real Madrid por ser el campeón de la Copa Intercontinental de 1998.
| Confederación                    | Equipo                        | Vía de clasificación                                                                                                  |
| -------------------------------- | ----------------------------- | --- |
| UEFA (Europa)                    | Manchester United Real Madrid | Campeón de la Liga de Campeones de la UEFA (1998/99) Campeón de la Copa Intercontinental (1998) (Invitado FIFA)       |
| Conmebol (América del Sur)       | Vasco da Gama Corinthians     | Campeón de la Copa Libertadores de América (1998) · Campeón del Campeonato Brasileño (1999) (País organizador Brasil) |
| Concacaf (Norte y Centroamérica) | Necaxa                        | Campeón de la Copa de Campeones de la Concacaf (1999)                                                                 |
| AFC (Asia)                       | Al-Nassr                      | Campeón de la Supercopa de la AFC (1998)                                                                              |
| CAF (África)                     | Raja Casablanca               | Campeón de la Liga de Campeones de la CAF (1999)                                                                      |
| OFC (Oceanía)                    | South Melbourne               | Campeón de la Campeonato de Clubes de Oceanía (1999)                                                                  |

## Formato
Los partidos se jugaron en São Paulo y Río de Janeiro. Los ocho equipos fueron divididos en dos grupos de cuatro clubes (jugando cada equipo un total de tres partidos). Los ganadores de cada grupo se enfrentaron en la final, y los dos segundos en el partido por el tercer lugar.
. En la final y tercer puesto, en caso de que los partidos terminaran igualados se debía jugar una prórroga de 30 minutos (dividida en dos tiempos de 15 minutos). Si el partido continuaba empatado se debía definir mediante tiros desde el punto penal, pateando cada equipo 5 penales en forma alternada. Si al cabo de esos cinco penales la igualdad persistía se debía ejecutar un nuevo penal por cada equipo, repitiéndose hasta que uno aventaje al otro habiendo ejecutado ambos el mismo número de tiros.

## Resultados
- Los horarios corresponden a la hora de Brasil (UTC-3)

### Grupo A
| Club            | Pts | PJ | PG | PE | PP | GF | GC | Dif |
| --------------- | --- | -- | -- | -- | -- | -- | -- | --- |
| Corinthians     | 7   | 3  | 2  | 1  | 0  | 6  | 2  | 4   |
| Real Madrid     | 7   | 3  | 2  | 1  | 0  | 8  | 5  | 3   |
| Al-Nassr        | 3   | 3  | 1  | 0  | 2  | 5  | 8  | -3  |
| Raja Casablanca | 0   | 3  | 0  | 0  | 3  | 5  | 9  | -4  |

| 5 de enero de 2000, 18:45 | Real Madrid                              | 3:1 (1:1) | Al-Nassr                 | Estadio Morumbi, São Paulo                             |                                                        |
|                           | Anelka 21' · Raúl 61' · Sávio 69' (pen.) | Reporte   | Al Husseini 45+1' (pen.) | Asistencia: 12.000 espectadores Árbitro(s): Óscar Ruiz | Asistencia: 12.000 espectadores Árbitro(s): Óscar Ruiz |

| 5 de enero de 2000, 21:15 | Corinthians             | 2:0 (0:0) | Raja Casablanca | Estadio Morumbi, São Paulo                                  |                                                             |
|                           | Luizão 50' · Rincón 64' | Reporte   |                 | Asistencia: 23.000 espectadores Árbitro(s): Stefano Braschi | Asistencia: 23.000 espectadores Árbitro(s): Stefano Braschi |

| 7 de enero de 2000, 18:45 | Real Madrid     | 2:2 (1:1) | Corinthians      | Estadio Morumbi, São Paulo                                 |                                                            |
|                           | Anelka 19', 71' | Reporte   | Edílson 28', 64' | Asistencia: 55.000 espectadores Árbitro(s): William Mattus | Asistencia: 55.000 espectadores Árbitro(s): William Mattus |

| 7 de enero de 2000, 21:15 | Raja Casablanca                                          | 3:4 (1:1) | Al-Nassr                                            | Estadio Morumbi, São Paulo                            |                                                       |
|                           | Al Dosari 24' (a.g.) · El Moubarki 66' · El Karkouri 73' | Reporte   | Al Amin 4' · Bahja 63' · Al Husseini 64' · Saïb 85' | Asistencia: 3.000 espectadores Árbitro(s): Derek Rugg | Asistencia: 3.000 espectadores Árbitro(s): Derek Rugg |

| 10 de enero de 2000, 18:45 | Real Madrid                             | 3:2 (0:1) | Raja Casablanca             | Estadio Morumbi, São Paulo                                   |                                                              |
|                            | Hierro 49' · Morientes 53' · Geremi 88' | Reporte   | Achami 28' · Moustaodia 59' | Asistencia: 18.000 espectadores Árbitro(s): Horacio Elizondo | Asistencia: 18.000 espectadores Árbitro(s): Horacio Elizondo |

| 10 de enero de 2000, 21:15 | Al-Nassr | 0:2 (0:1) | Corinthians                 | Estadio Morumbi, São Paulo                           |                                                      |
|                            |          | Reporte   | Ricardinho 24' · Rincón 81' | Asistencia: 31.000 espectadores Árbitro(s): Dick Jol | Asistencia: 31.000 espectadores Árbitro(s): Dick Jol |

### Grupo B
| Club              | Pts | PJ | PG | PE | PP | GF | GC | Dif |
| ----------------- | --- | -- | -- | -- | -- | -- | -- | --- |
| Vasco da Gama     | 9   | 3  | 3  | 0  | 0  | 7  | 2  | 5   |
| Necaxa            | 4   | 3  | 1  | 1  | 1  | 5  | 4  | 1   |
| Manchester United | 4   | 3  | 1  | 1  | 1  | 4  | 4  | 0   |
| South Melbourne   | 0   | 3  | 0  | 0  | 3  | 1  | 7  | -6  |

| 6 de enero de 2000, 18:15 | Manchester United | 1:1 (0:1) | Necaxa         | Estadio Maracaná, Río de Janeiro                             |                                                              |
|                           | Yorke 88'         | Reporte   | Montecinos 14' | Asistencia: 50.000 espectadores Árbitro(s): Horacio Elizondo | Asistencia: 50.000 espectadores Árbitro(s): Horacio Elizondo |

| 6 de enero de 2000, 20:45 | Vasco da Gama            | 2:0 (0:0) | South Melbourne | Estadio Maracaná, Río de Janeiro                     |                                                      |
|                           | Felipe 53' · Edmundo 86' | Reporte   |                 | Asistencia: 66.000 espectadores Árbitro(s): Dick Jol | Asistencia: 66.000 espectadores Árbitro(s): Dick Jol |

| 8 de enero de 2000, 18:15 | Manchester United | 1:3 (0:3) | Vasco da Gama                  | Estadio Maracaná, Río de Janeiro                      |                                                       |
|                           | Butt 81'          | Reporte   | Romário 24', 26' · Edmundo 43' | Asistencia: 73.000 espectadores Árbitro(s): Saad Mane | Asistencia: 73.000 espectadores Árbitro(s): Saad Mane |

| 8 de enero de 2000, 20:45 | South Melbourne    | 1:3 (1:2) | Necaxa                                            | Estadio Maracaná, Río de Janeiro                         |                                                          |
|                           | Anastasiadis 45+2' | Reporte   | Montecinos 19' (pen.) · Delgado 29' · Cabrera 79' | Asistencia: 5.000 espectadores Árbitro(s): Daouda N'Doye | Asistencia: 5.000 espectadores Árbitro(s): Daouda N'Doye |

| 11 de enero de 2000, 18:15 | Manchester United | 2:0 (2:0) | South Melbourne | Estadio Maracaná, Río de Janeiro                            |                                                             |
|                            | Fortune 8', 20'   | Reporte   |                 | Asistencia: 25.000 espectadores Árbitro(s): Stefano Braschi | Asistencia: 25.000 espectadores Árbitro(s): Stefano Braschi |

| 11 de enero de 2000, 20:45 | Necaxa      | 1:2 (1:1) | Vasco da Gama           | Estadio Maracaná, Río de Janeiro                       |                                                        |
|                            | Aguinaga 5' | Reporte   | Odvan 14' · Romário 69' | Asistencia: 45.000 espectadores Árbitro(s): Óscar Ruiz | Asistencia: 45.000 espectadores Árbitro(s): Óscar Ruiz |

### Tercer lugar
| 14 de enero de 2000, 17:00 | Real Madrid                                       | 1:1 (1:1, 1:0) (t. s.)(3:4 p.) | Necaxa                                         | Estadio Maracaná, Río de Janeiro                       |                                                        |
|                            | Raúl 15'                                          | Reporte                        | Delgado 58'                                    | Asistencia: 35.000 espectadores Árbitro(s): Óscar Ruiz | Asistencia: 35.000 espectadores Árbitro(s): Óscar Ruiz |
|                            |                                                   | Tiros desde el punto penal     |                                                |                                                        |                                                        |
|                            | Eto'o · Helguera · McManaman · Morientes · Dorado |                                | Vázquez · Cabrera · Pérez · Aguinaga · Delgado |                                                        |                                                        |

### Final
| 1          | Guardameta     | Dida                |       |
| 2          | Defensa        | Índio               |       |
| 16         | Defensa        | Fábio Luciano       |       |
| 3          | Defensa        | Adílson             |       |
| 6          | Defensa        | Kléber              |       |
| 7          | Centrocampista | Marcelinho Carioca  |       |
| 5          | Centrocampista | Vampeta             | 90+1' |
| 8          | Centrocampista | Freddy Rincón       |       |
| 11         | Centrocampista | Ricardinho          | 46'   |
| 9          | Delantero      | Luizão              |       |
| 10         | Delantero      | Edílson             | 113'  |
| Entrenador | Entrenador     | Oswaldo de Oliveira |       |

| 12         | Guardameta     | Helton        |      |
| 15         | Defensa        | Paulo Miranda |      |
| 3          | Defensa        | Odvan         |      |
| 4          | Defensa        | Mauro Galvão  |      |
| 13         | Defensa        | Gilberto      |      |
| 8          | Centrocampista | Juninho       | 96'  |
| 5          | Centrocampista | Amaral        |      |
| 6          | Centrocampista | Felipe        | 102' |
| 9          | Centrocampista | Ramon         | 111' |
| 11         | Delantero      | Romário       |      |
| 10         | Delantero      | Edmundo       |      |
| Entrenador | Entrenador     | Antônio Lopes |      |

| 20 | Centrocampista | Edu             | 46'   |
| 23 | Centrocampista | Gilmar          | 90+1' |
| 17 | Delantero      | Fernando Baiano | 113'  |

| 19 | Delantero | Viola         | 96'  |
| 23 | Delantero | Alex Oliveira | 102' |
| 7  | Delantero | Donizete      | 111' |

| Freddy Rincón      | Acierto de penal         | 1:0 |                           |               |
|                    |                          | 1:1 | Acierto de penal          | Romário       |
| Fernando Baiano    | Acierto de penal         | 2:1 |                           |               |
|                    |                          | 2:2 | Acierto de penal          | Alex Oliveira |
| Luizão             | Acierto de penal         | 3:2 |                           |               |
|                    |                          | 3:2 | Fallo de penal (Atajado)  | Gilberto      |
| Edu                | Acierto de penal         | 4:2 |                           |               |
|                    |                          | 4:3 | Acierto de penal          | Viola         |
| Marcelinho Carioca | Fallo de penal (Atajado) | 4:3 |                           |               |
|                    |                          | 4:3 | Fallo de penal (Desviado) | Edmundo       |

| Amonestado | 43'  | Freddy Rincón |
| Amonestado | 75'  | Adílson       |
| Amonestado | 97'  | Índio         |
| Amonestado | 113' | Luizão        |

| Amonestado | 16' | Felipe        |
| Amonestado | 33' | Amaral        |
| Amonestado | 54' | Paulo Miranda |
| Amonestado | 98' | Edmundo       |

| Árbitro             | Dick Jol        |
| Árbitros asistentes | Jens Larsen     |
| Árbitros asistentes | Fernando Cresci |

| 1          | Guardameta     | Dida                |       |
| 2          | Defensa        | Índio               |       |
| 16         | Defensa        | Fábio Luciano       |       |
| 3          | Defensa        | Adílson             |       |
| 6          | Defensa        | Kléber              |       |
| 7          | Centrocampista | Marcelinho Carioca  |       |
| 5          | Centrocampista | Vampeta             | 90+1' |
| 8          | Centrocampista | Freddy Rincón       |       |
| 11         | Centrocampista | Ricardinho          | 46'   |
| 9          | Delantero      | Luizão              |       |
| 10         | Delantero      | Edílson             | 113'  |
| Entrenador | Entrenador     | Oswaldo de Oliveira |       |

| 12         | Guardameta     | Helton        |      |
| 15         | Defensa        | Paulo Miranda |      |
| 3          | Defensa        | Odvan         |      |
| 4          | Defensa        | Mauro Galvão  |      |
| 13         | Defensa        | Gilberto      |      |
| 8          | Centrocampista | Juninho       | 96'  |
| 5          | Centrocampista | Amaral        |      |
| 6          | Centrocampista | Felipe        | 102' |
| 9          | Centrocampista | Ramon         | 111' |
| 11         | Delantero      | Romário       |      |
| 10         | Delantero      | Edmundo       |      |
| Entrenador | Entrenador     | Antônio Lopes |      |

| 20 | Centrocampista | Edu             | 46'   |
| 23 | Centrocampista | Gilmar          | 90+1' |
| 17 | Delantero      | Fernando Baiano | 113'  |

| 19 | Delantero | Viola         | 96'  |
| 23 | Delantero | Alex Oliveira | 102' |
| 7  | Delantero | Donizete      | 111' |

| Freddy Rincón      | Acierto de penal         | 1:0 |                           |               |
|                    |                          | 1:1 | Acierto de penal          | Romário       |
| Fernando Baiano    | Acierto de penal         | 2:1 |                           |               |
|                    |                          | 2:2 | Acierto de penal          | Alex Oliveira |
| Luizão             | Acierto de penal         | 3:2 |                           |               |
|                    |                          | 3:2 | Fallo de penal (Atajado)  | Gilberto      |
| Edu                | Acierto de penal         | 4:2 |                           |               |
|                    |                          | 4:3 | Acierto de penal          | Viola         |
| Marcelinho Carioca | Fallo de penal (Atajado) | 4:3 |                           |               |
|                    |                          | 4:3 | Fallo de penal (Desviado) | Edmundo       |

| Amonestado | 43'  | Freddy Rincón |
| Amonestado | 75'  | Adílson       |
| Amonestado | 97'  | Índio         |
| Amonestado | 113' | Luizão        |

| Amonestado | 16' | Felipe        |
| Amonestado | 33' | Amaral        |
| Amonestado | 54' | Paulo Miranda |
| Amonestado | 98' | Edmundo       |

| Árbitro             | Dick Jol        |
| Árbitros asistentes | Jens Larsen     |
| Árbitros asistentes | Fernando Cresci |

|                                 |
| Bandera de Brasil               |
| Campeón Corinthians 1.er título |

## Estadísticas

### Goleadores
| Jugador             | Goles | Equipo            |
| ------------------- | ----- | ----------------- |
| Nicolas Anelka      | 3     | Real Madrid       |
| Romário             | 3     | Vasco da Gama     |
| Agustín Delgado     | 2     | Necaxa            |
| Edílson             | 2     | Corinthians       |
| Freddy Rincón       | 2     | Corinthians       |
| Fahad Al-Husseini   | 2     | Al-Nassr          |
| Edmundo             | 2     | Vasco da Gama     |
| Cristian Montecinos | 2     | Necaxa            |
| Quinton Fortune     | 2     | Manchester United |
| Raúl                | 2     | Real Madrid       |

### Balón de oro
| Jugador | Equipo        |
| ------- | ------------- |
| Edílson | Corinthians   |
| Edmundo | Vasco da Gama |
| Romário | Vasco da Gama |

### Clasificación final
| Equipo | Equipo            | Pts | PJ | PG | PE | PP | GF | GC | Dif | Rend   |
| ------ | ----------------- | --- | -- | -- | -- | -- | -- | -- | --- | ------ |
| 1      | Corinthians       | 8   | 4  | 2  | 2  | 0  | 6  | 2  | 4   | 66,66% |
| 2      | Vasco da Gama     | 10  | 4  | 3  | 1  | 0  | 7  | 2  | 5   | 83,33% |
| 3      | Necaxa            | 5   | 4  | 1  | 2  | 1  | 6  | 5  | 1   | 41,66% |
| 4      | Real Madrid       | 8   | 4  | 2  | 2  | 0  | 9  | 6  | 3   | 66,66% |
| 5      | Manchester United | 4   | 3  | 1  | 1  | 1  | 4  | 4  | 0   | 44,44% |
| 6      | Al-Nassr          | 3   | 3  | 1  | 0  | 2  | 5  | 8  | -3  | 33,33% |
| 7      | Raja Casablanca   | 0   | 3  | 0  | 0  | 3  | 5  | 9  | -4  | 0%     |
| 8      | South Melbourne   | 0   | 3  | 0  | 0  | 3  | 1  | 7  | -6  | 0%     |